# Dinatos
Dinatos (en griego: δυνατοί, romanizado: Dynatoi, tdl. ‘los poderosos’) fue un término legal en el Imperio bizantino utilizado desde el siglo x en adelante, que denota altos niveles de cargos civiles, militares y eclesiásticos (incluidos los monásticos) que por lo general, pero no siempre, poseía una riqueza considerable y propiedades territoriales. Aunque los cargos no son comúnmente hereditarios, a fines del siglo x y principios del xi comenzaron a ser monopolizados por un número limitado de familias que, a mediados del siglo xi, formaron una aristocracia hereditaria. Si bien la composición exacta de la clase ha sido objeto de considerable debate académico (cf. Lemerle), en términos económicos abarcaba a los terratenientes ricos, a diferencia de los terratenientes medianos y pequeños, los penetes (en griego: πένητες).
Los primeros solían ser miembros de familias militares, que habían sabido utilizar su influencia para conquistar las extensas tierras que habían sido abandonadas, especialmente en Asia Menor, como consecuencia de las invasiones de los siglos vii y viii. A medida que la posición militar del imperio se recuperó a partir del siglo ix, estas tierras volvieron a ser rentables y las principales familias de magnates de la provincia comenzaron a aparecer. Los principales ejemplos incluyen a Focas y Maleino, quienes casi monopolizaron altos cargos administrativos y militares en Asia Menor a principios y mediados del siglo x. Los dinatos pudieron usar su fuerza política y financiera para enriquecerse a expensas de los penetes, quienes hasta entonces formaban el pilar principal de la sociedad y la economía bizantina.
En consecuencia, varios emperadores, desde Romano I hasta Basilio II, promulgaron leyes territoriales para combatir las actividades de los dinatos y evitar la adquisición de estratiotas, el territorio militar asignado para mantenimiento de los ejércitos thematicos. Basilio II, en particular, demostró cuidado en el control de los dinatos a través de la imposición del impuesto alelengio («garantía mutua»), haciéndolos responsables de pagar los impuestos de sus vecinos más pobres. Los esfuerzos fracasaron debido al surgimiento de la aristocracia provincial, representada por la dinastía de los Comnenos: en el siglo xii, los grandes latifundios se extendieron por el campo a expensas de las comunidades más pequeñas. La influencia de los dinatos alcanzó su cénit bajo la dinastía Paleólogo (1261-1453 ) y estuvo marcada por un declive concomitante en la autoridad del gobierno central del estado.